# Dhanus taitii
Dhanus taitii es una especie de arácnido del orden Pseudoscorpionida de la familia Ideoroncidae.

## Distribución geográfica
Se encuentra en el archipiélago de Socotra (Yemen).